# Повардарје
Повардарје (мкд. Повардарие) је вишезначни географски, историјски и геополитички појам, који се у најширем (хидрографском) смислу користи као назив за области у сливу реке Вардара, али такође има и друга (хорографска и геополитичка) значења.

## Хидрографско Повардарје
Повардарје у најширем (хидрографском) смислу обухвата сва подручја у сливу реке Вардара. Дели се на горње и доње. Горње Повардарје обухвата области у горњем сливу реке Вардара, до клисуре Демир Капија (Гвоздена врата). Доње Повардарје обухвата области око доњег тока реке Вардара, од Гвоздених врата до Солунског залива.

## Хорографско Повардарје
У ужем (хорографском) смислу, Повардарје обухвата области које се простиру непосредно уз ток реке Вардара. Дели се на више целина, које су различито дефинисане, тако да у литератури долази до терминолошког преклапања. У најужем смислу, Повардарје обухвата вардарску долину од Дервентске клисуре и Скопске котлине на северу, до старог града Просека, код Гвоздених врата (Демир Капија) на југу. У ужем Повардарју су смештени градови: Скопље, Велес, Кавадарци, Неготино и Демир Капија.
Повардарје има мешану климу, од умерено континенталне која превладава на северу, до готово медитеранске, која започиње јужно од Гвоздених врата (Демир Капија). Благи бреговити предео Повардарја погодан је за развој виноградарства, тако да назив области представља синоним за истоимену енолошку регију. У области Повардарја се налази и познати археолошки локалитет — антички град Стоби.
Поред повардарске области у данашњој Северној Македонији, исти појам се понекад употребљава и за јужне области око доњег тока реке Вардара у Егејској Македонији. То подручје се у старијим (византијским) изворима називало „Вардарија”, а познато је и као „Вардарско (поље)”.